# Caristiidae
Famille
Les Caristiidae sont une famille de poissons marins de l'ordre des Scombriformes.
Ce sont tous des poissons des grandes profondeurs avec comme maximum -3 660 m dans le cas de Platyberyx opalescens.

## Liste des genres
Selon World Register of Marine Species (13 avril 2020) :
- genre Caristius Gill & Smith, 1905
- genre Neocaristius Stevenson & Kenaley, 2011
- genre Paracaristius Trunov, Kukuev & Parin, 2006
- genre Platyberyx Zugmayer, 1911

## Galerie

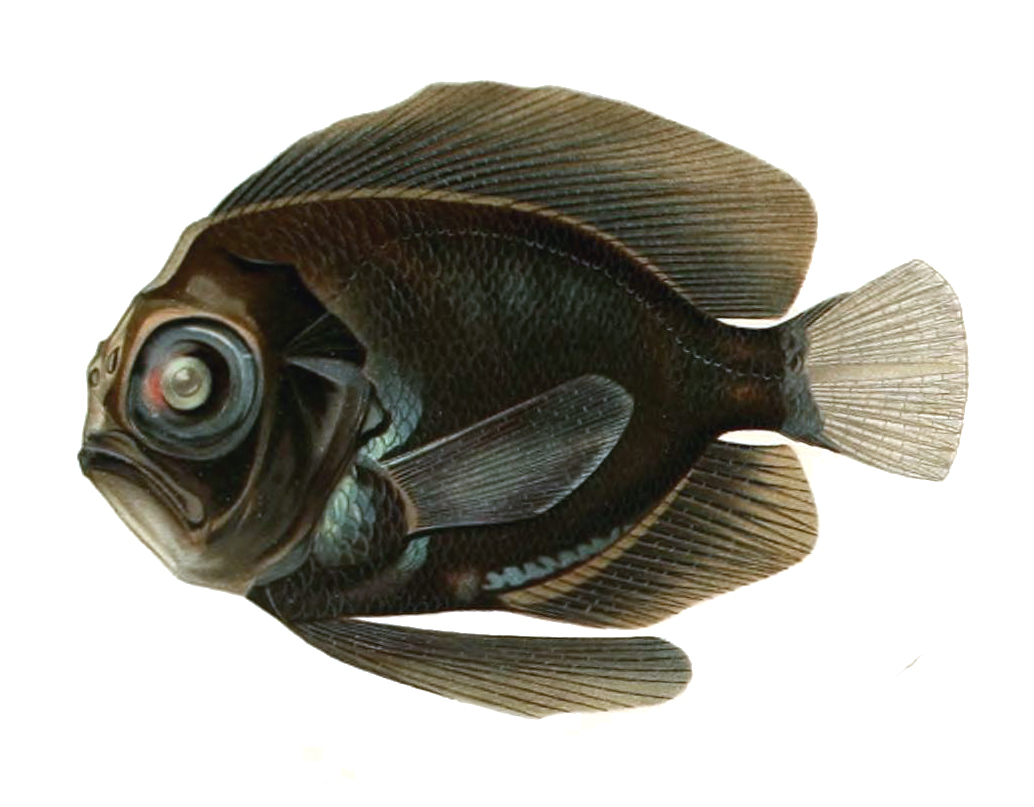
Platyberyx opalescens.
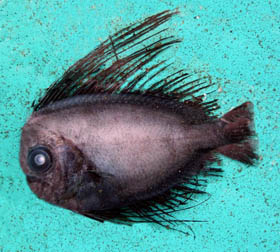
Caristius macropus.